# King Alasko
Alhassane Sylla, connu sous le nom de scène de King Alasko, né en 1999 à Conakry, est un chanteur guinéen. Il chante en français, ainsi qu'en langues sossou, poular et malinké.

## Discographie

### Singles
- 2022 : Don Dada
- 2022 : Koumi
- 2022 : Mouna Kolon Guira
- 2021 : Fabéba
- 2020 : Kököya
- 2020 : Kobolé
- 2020 : Yetekanna
- 2020 : General Nabalankhi
- 2019 : Faya na fafé
- 2019 : Bonbon kolon

### Collaborations
- 2024: Tèmè feat A4SEVEN[5]
- 2022 : Watoutou feat Cams Melodie
- 2022 : Temperature feat Queen rima
- 2021 : Dancehall Fari feat Tam's Kartel
- 2021 : Champion girl feat Marie Fac
- 2021 : Revanche feat Titiden Lil Iba
- 2019 : Mauvais Garçon feat Gnamakalah
- 2019 : Kobhè Na Wati
- 2018 : Star Yah feat Dija NGM

## Distinctions
- 2021 : Meilleur artiste masculin de l'année par Les Victoires de la Musique Guinéenne (VDMG)[6].
- 2021 : Meilleur clip africain de l'année par Afrima[7]
- 2022 : Lauréat à la Culture (Prix Mory Kanté) par J Awards[8].